# Capital mundial del llibre

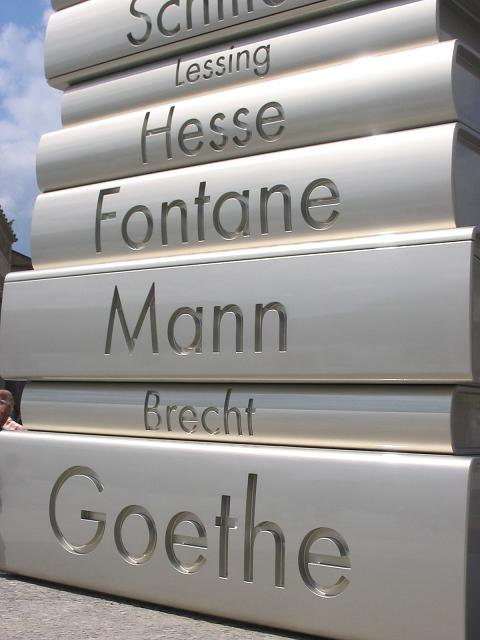
Homenatge a la invenció de la impremta, Berlín

Capital mundial del llibre és un títol anual que atorga la Unesco a una ciutat en reconeixement de la qualitat dels seus programes per promoure la difusió del llibre, fomentar la lectura i la indústria editorial. Aquest reconeixement va ser creat el 1996 i es va començar a atorgar des del 2001.
Aquesta designació s'estableix des del 23 d'abril de cada any fins al 22 d'abril de l'any immediatament següent (Dia internacional del llibre).
Al procés de nominació participen dintre del comitè de selecció: la Unió Internacional d'Editors (UIE - IPA), la Federació Internacional d'Associacions de Bibliotecaris (IFLA) i la Federació Internacional de Llibreters (IBF). Els principals criteris utilitzats per a aquesta selecció són: 
- Nivell del compromís municipal, nacional i internacional, i impacte potencial del programa.
- Quantitat i qualitat d'activitats esporàdiques o permanents organitzades, respectant plenament els diversos actors de la cadena de llibres, per la ciutat candidata en cooperació amb organitzacions professionals, nacionals i internacionals, que representin autors, editors, llibreters i bibliotecaris.
- Quantitat i qualitat de qualsevol altre projecte significatiu que tingui per objecte promoure i fomentar el llibre i la lectura.
- Conformitat amb els principis de llibertat d'expressió, llibertat de publicar i difondre la informació, enunciats a l'Acte constitutiu de la UNESCO així com als articles 19 i 27 de la Declaració Universal dels Drets Humans i a l'Acord sobre la Importació d'objectes de caràcter educatiu, científic o cultural (Acord de Florència).

## Ciutats capitals mundials del llibre
Les següents ciutats han estat seleccionades com a capitals mundials del llibre: 
| Any  | Ciutat        | País          |
| ---- | ------------- | ------------- |
| 2001 | Madrid        | Espanya       |
| 2002 | Alexandria    | Egipte        |
| 2003 | Nova Delhi    | Índia         |
| 2004 | Anvers        | Bèlgica       |
| 2005 | Mont-real     | Canadà        |
| 2006 | Turín         | Itàlia        |
| 2007 | Bogotá        | Colòmbia      |
| 2008 | Amsterdam     | Països Baixos |
| 2009 | Beirut        | Líban         |
| 2010 | Ljubljana     | Eslovènia     |
| 2011 | Buenos Aires  | Argentina     |
| 2012 | Erevan        | Armènia       |
| 2013 | Bangkok       | Tailàndia     |
| 2014 | Port Harcourt | Nigèria       |
| 2015 | Inchon        | Corea del Sud |
| 2016 | Breslau       | Polònia       |
| 2017 | Conakry       | Guinea        |
| 2018 | Atenes        | Grècia        |